# Marny Kennedy
Marny Elizabeth Kennedy, född 21 januari 1994 i Melbourne, är en australiensisk skådespelare och sångare.
År som aktiv (2001– )

## Skådespeleri
Kennedys första roll var 2005 som Taylor Fry i Pinsamheter där hon spelade mot Maia Mitchell, Luke Erceg, Nicolas Dunn och Dajana Cahill.
Därefter har hon medverkat i den tredje säsongen av Stallkompisar som Veronica diAngelo. Hon ska också vara med i säsong fyra av Stallkompisar.
I Kompisar på nätet spelade hon Ally Henson, en australiensisk tjej som bor på familjens ridskola precis utanför Sydney. I kompisar på nätet spelar hon mot Charlotte Nicdao, Sophie Karbjinski med flera. Kompisar på nätet spelades in 2009–2010.
Hon har även medverkat i serien Conspiracy 365 i rollen som Winter Frey där hon spelade mot bland andra Taylor Glockner, Harrison Gilbertson, David Whiteley och Julia Zemiro. Serien är baserad på böckerna med samma namn, skrivna av Gabrielle Lord. Serien har inte sänts i Sverige men sändes i Australien från 14 januari 2012–1 december 2012. Serien sändes på kanalen FMC. Det finns en säsong som innehåller 12 olika avsnitt, ett för varje månad.

## Film
- Ink
- Golden Girl

## TV
- 2006-2007 Pinsamheter
- 2008–2009 Stallkompisar
- 2009 Rush
- 2010–2011 Kompisar på nätet
- 2012 Conspiracy 365
- 2016 Comedy Showroom
- 2017 Hoges: The Paul Hogan Story
- 2017 Janet King
- 2017 Top of the Lake
- 2018 Bite Club
- 2018 Underbelly Files: Chopper
- 2018 Wentworth

## Musik
I serien Stallkompisar och Kompisar på nätet sjöng hon "It's my life" och "Why". I Kompisar på nätet sjöng hon ett tiotal låtar med Sophie och Charlotte.

## Utmärkelser
När Kennedy var 12 år gammal vann hon Young Actor's Award.